# Merrimack River
Der Merrimack River (historisch auch Merrimac) ist ein 177 km langer Fluss in den US-Bundesstaaten New Hampshire und Massachusetts.
Sein Einzugsgebiet beträgt rund 12.900 km². Der mittlere Abfluss beträgt 215 m³/s.

## Geographie
Der Merrimack hat zwei Quellflüsse: den Pemigewasset River, der im Profile Lake in den White Mountains in New Hampshires entspringt, und den Winnipesaukee River, der Abfluss des Lake Winnipesaukee. Diese beiden Flüsse vereinigen sich bei der Ortschaft Franklin, NH zum Merrimack River. Der Merrimack fließt zunächst südwärts und mündete vor der Würmeiszeit noch in der Nähe des heutigen Boston in den Atlantik. Nach dem Rückzug der Gletscher und der Ablagerung glazialen Schutts am Mittellauf änderte der Fluss seinen Lauf und biegt nun bei Lowell, MA ostwärts ab und mündet schließlich bei Newburyport, MA nördlich von Boston in den Atlantik.

## Zuflüsse
Die beiden Quellflüsse und die wichtigsten Nebenflüsse des Merrimack River in Abstromrichtung:
| Nr. | Name                | Uferseite der Einmündung | Einzugsgebiet in km² | Lage |
| --- | ------------------- | ------------------------ | -------------------- | ---- |
| 00  | Pemigewasset River  | rechts                   | 2644                 | NH   |
| 00  | Winnipesaukee River | links                    | 1264                 | NH   |
| 01  | Contoocook River    | rechts                   | 1961                 | NH   |
| 02  | Soucook River       | links                    | 235                  | NH   |
| 03  | Suncook River       | links                    | 655                  | NH   |
| 04  | Piscataquog River   | rechts                   | 554                  | NH   |
| 05  | Cohas Brook         | links                    | 179                  | NH   |
| 06  | Souhegan River      | rechts                   | 438                  | NH   |
| 07  | Nashua River        | rechts                   | 1377                 | NH   |
| 08  | Salmon Brook        | rechts                   | 79                   | NH   |
| 09  | Stony Brook         | rechts                   | 115                  | MA   |
| 10  | Beaver Brook        | links                    | 246                  | MA   |
| 11  | Concord River       | rechts                   | 965                  | MA   |
| 12  | Spicket River       | links                    | 191                  | MA   |
| 13  | Shawsheen River     | rechts                   | 200                  | MA   |
| 14  | Little River        | links                    | 77                   | MA   |
| 15  | Powwow River        | links                    | 148                  | MA   |

## Wasserkraftanlagen
Am Flusslauf des Merrimac River befinden sich mehrere Wasserkraftwerke.
Eine Auswahl der Wasserkraftanlagen in Abstromrichtung:
| Name                         | Leistung in MW | Anzahl Turbinen | Lage | Betreiber                    |
| ---------------------------- | -------------- | --------------- | ---- | ---------------------------- |
| Garvins Falls                | 12,4           | 4               | (⊙)  | Public Service Co of NH      |
| Hooksett                     | 1,6            | 1               | (⊙)  | Public Service Co of NH      |
| Amoskeag                     | 16             | 3               | (⊙)  | Public Service Co of NH      |
| Boott                        | 22,9           | 3               | (⊙)  | Boott Hydropower             |
| Lawrence Hydroelectric Assoc | 14,8           | 2               | (⊙)  | Lawrence Hydroelectric Assoc |
| Aquamac                      | 0,25           |                 | (⊙)  | Aquamac                      |

## Geschichte
Der Name des Flusses geht auf das Wort Merruasquamack („Ort der Stromschnellen“) zurück, mit dem die indianischen Ureinwohner ursprünglich nur den Stromabschnitt am Mittellauf zwischen den heutigen Städten Manchester (New Hampshire) und Lowell bezeichneten. Ab den 1630er Jahren wurde das Tal von englischen Puritanern besiedelt. Newburyport wurde 1635 gegründet, Rowley 1638. Mit der fortschreitenden Industrialisierung wurde der Merrimack ein wichtiger Verkehrsweg der Region. Auf dem Fluss wurden in den Wäldern New Hampshires geschlagene Baumstämme zu den Werften von Newburyport geflößt. Mit der Fertigstellung des Middlesex Canals von Chelmsford nach Charlestown wurde der Merrimack 1803 mit dem Charles River und damit mit dem Hafen von Boston verbunden; in der Folge verlagerte sich auch der Schiffbau von Newburyport nach Boston. Der Schiffsverkehr auf dem Kanal wurde jedoch bereits 1851 angesichts der Konkurrenz durch die Eisenbahnen eingestellt.
Im 19. Jahrhundert wurden entlang des Unterlaufs des Merrimack viele wassergetriebene Textilmühlen errichtet, in Lowell wurde sogar ein ausgedehntes innerstädtisches Kanalsystem ausgebaut. Das Tal entwickelte sich zu einem Zentrum der amerikanischen Textilindustrie, wovon noch heute zahlreiche historische Industriebauten zeugen.
Für die amerikanische Literaturgeschichte von Bedeutung ist Henry David Thoreaus Reisebeschreibung A Week on the Concord and Merrimack Rivers. Jack Kerouacs autobiographischer Roman Doctor Sax (1959) hat unter anderem die verheerenden Hochwasser des Merrimac im März 1936 zum Thema.